# Biosphärenreservat Šumava
Das Biosphärenreservat Šumava ([ˈʃʊmava] ⓘ) ist ein großräumiges Naturschutzgebiet im Südwesten Tschechiens im Böhmerwald (tschechisch Šumava).
Es umfasst den mit 68.064 ha (680,6 km²) größten Nationalpark der Tschechischen Republik, den Nationalpark Šumava (tschechisch Národní park Šumava), große Teile des 99.624 ha großen Landschaftsschutzgebiets Šumava (tschechisch Chráněná krajinná oblast Šumava) sowie weitere Bereiche, die weder im Nationalpark noch im Landschaftsschutzgebiet liegen. Zusammen bilden sie eines der größten und artenreichsten Schutzgebiete in Mitteleuropa. Sie stellen sowohl einen wertvollen Naturraum, als auch ein beliebtes Ziel für den Tourismus dar.

## Geographie
Siehe auch: Böhmerwald

### Nationalpark und Landschaftsschutzgebiet
Das Reservat liegt tief im Böhmerwald an der Grenze zu Deutschland und Österreich. Die Fläche verteilt sich auf die Regionen Pilsen und Südböhmen in den drei Bezirken Klatovy, Český Krumlov und Prachatice. Der Nationalpark erstreckt sich auf einer Länge von 70 km und einer Breite von 2–15 km. Jenseits der südwestlichen Grenze schließt der kleinere Nationalpark Bayerischer Wald in Niederbayern an, mit dem zusammen der Nationalpark Šumava die größte zusammenhängende geschützte Waldfläche Zentraleuropas bildet.
Die Fläche des Biosphärenreservats teilt sich auf wie folgt:
Im Nationalpark:
- Wald: 81 % (55.600 ha)
- Wiesen und Weiden: 7 % 5.169 ha
- Ackerboden: 1 % (756 ha)
- Gewässer: 1 % (583 ha)
- Bebaute Fläche: 0,1 % (66 ha)
- Sonstige: 10 % (6.800 ha)

Im Landschaftsschutzgebiet:
- Wald: 58 % (57.383 ha)
- Wiesen und Weiden: 20 % (20.000 ha)
- Ackerboden: 7 % (7.000 ha)
- Bebaute Fläche: 0,4 % (399 ha)
- Sonstige: 15 % (14.900 ha)

Bedingt durch Grenzlage und Landflucht ist der Böhmerwald ein sehr strukturschwaches, ländlich geprägtes Gebiet. Der Nationalpark und das Landschaftsschutzgebiet sind sehr dünn besiedelt: Im eigentlichen Nationalpark liegen nur sieben Gemeinden mit heute etwa 1000 Einwohnern (Stand 2005). 1991 betrug die Einwohnerzahl noch 2500. Im Bereich des LSG beläuft sie sich auf etwa 21.000.
Den höchsten Punkt des Nationalparks bildet der Gipfel des 1.378 m hohen Plöckenstein (tschech. Plechý) an der tschechisch-österreichischen Grenze. Die Otava in Rejštejn markiert den mit 570 Höhenmetern tiefsten Punkt des Parks.
Das LSG hat seinen tiefsten Punkt bei Čachrov im Okres Klatovy (498 m), die höchste Erhebung ist der 1362 m hohe Kubany/Boubín bei Vimperk.

### Landschaftsformen
Die Landschaft ist die einer typischen Mittelgebirgsregion mit urwaldähnlichen bzw. von Fichten dominierten Wäldern. Landwirtschaftliche Flächen sind oftmals reich strukturiert durch Hecken, Baumgruppen, Einzelbäume und Streuobstwiesen. Die häufigsten Gesteine sind Granit, Gneis und Glimmerschiefer, die vielerorts an die Oberfläche treten, vor allem auf den Berggipfeln. Im Nationalpark befindet sich nicht nur die Wasserscheide zwischen Schwarzem Meer und Nordsee, sondern auch der Ursprung der Flüsse Moldau und Otava, die im Böhmerwald noch Gebirgsflusscharakter besitzen und in deren Tälern eine Vielzahl historischer Orte liegt.
Die Šumava beherbergt außerdem die Karseen Černé jezero und Čertovo jezero im LSG, Plešné jezero, Prášilské jezero und den Laka im Nationalpark.
Ebenfalls im Gebiet des Nationalparks und des LSG liegen die Stauseen Lipno und Nýrsko.
Vor allem im Grenzgebiet zu Bayern existieren mehrere ausgedehnte Hochmoore. Das niederschlagsreiche Klima begünstigt Torfbildung und führt den Mooren Wasser zu, welches langsam wieder abgegeben wird. Das Wasserspeichervermögen der Böhmerwaldmoore ist auf Grund ihrer Ausgedehntheit sehr bedeutend. Große Moore in der Šumava sind Jezerní slať, die Maderer Filze, Chalupská slať und Mrtvý luh.

### Schutzzonen
Der Nationalpark Šumava gliedert sich in drei Schutzzonen mit unterschiedlicher Größe und Ausmaß der Schutzbestimmungen.
- Zone I (8 807 ha, 13 % der Parkfläche):
 Diese Zone umfasst die ökologisch wertvollsten und sensibelsten Bereiche des Ökosystems Böhmerwald. Darunter fallen etwa 7.500 ha Waldfläche, den Rest machen fast ausschließlich Hochmoore aus, so etwa die streng geschützten Flächen der Modravské slatě oder Mrtvý luh, die für die Öffentlichkeit unzugänglich sind. Für diese Zone ist natürliche Selbstregulierung ohne menschliche Eingriffe vorgesehen; in ihr sind 135 eher kleinräumige Schutzgebiete zusammengefasst.
- Zone II (56 856 ha, 82 % der Parkfläche):
 Diese Zone macht den größten Teil der Nationalparkfläche aus. In ihr sind überwiegend vom Menschen angelegte bzw. bewirtschaftete oder beschädigte Flächen, die je nach Zustand in eine weitere Unterkategorie fallen:
  - Zone II A (11 077 ha, 16 % der Parkfläche):
 Naturnahe Zone im Übergang zur naturbelassenen Zone. Für diese Gebiete sieht der Nationalpark-Plan bis 2015 die Eingliederung in Zone I vor.
  - Zone II B (31 350 ha, 46 % der Parkfläche):
 Gelenkte Zone im Übergang zur naturbelassenen Zone. Hier sieht die Planung eine forcierte Wiederherstellung des natürlichen Zustands und die anschließende Eingliederung in Zone I bis 2030 vor.
  - Zone II C (13 529 ha, 20 % der Parkfläche):
 Naturfläche, die dauerhaftem menschlichem Einfluss unterliegt, etwa durch ihre Nähe zu Siedlungen und deshalb gewisser Schutz- und Erhaltungsmaßnahmen bedarf.
- Zone III (3 372 ha, 5 % der Parkfläche):
 In diese Kategorie fallen Siedlungsgebiete, landwirtschaftliche Flächen und andere menschlich genutzte Gebiete. Für Zone III sieht die Ordnung des Nationalparks die Einbindung in das Gesamtsystem des Parks vor, bei gleichzeitiger Beachtung der Interessen der Bevölkerung, sofern diese nicht den Zielen des Nationalparks zuwiderlaufen.

Der Nationalpark als solcher bzw. eine für Nationalparks sonst übliche Randzone existiert in Biosphärenreservat nicht. Der Nationalpark ist eine besondere Zone innerhalb des LSG, das LSG wiederum fungiert als Randzone. Im LSG bestehen folgende Kategorien für Flächen:
- Naturbelassene Gebiete: Gebiete, in denen kein oder kaum menschlicher Einfluss erfolgte, also beispielsweise ursprüngliche Wälder wie der Kubany-Urwald und Moorwiesen. Ziel ist der Schutz vor äußeren Veränderungen.
- Wertvolle Kulturflächen: Sekundärwälder, Rodungen oder Feuchtwiesen, die als wertvoller Lebensraum für Tiere und Pflanzen dienen. Ziel ist hier, Zustand und Charakter der Gebiete zu erhalten, und die Verwaldung teilweise aufzuhalten.
- Lokale artenreiche Biotope: Kleine, eng umgrenzte Gebiete, in denen seltene Arten vorkommen und denen deshalb besondere Aufmerksamkeit gewidmet wird.

Aufgabe des Nationalparks ist es in erster Linie, vom Menschen unberührte Gebiete zu erhalten und zu schützen. Das LSG hat hingegen zum Ziel, auch Kulturlandschaften zu bewahren und zu pflegen.

## Klima
Der Böhmerwald liegt am Übergang vom atlantischen zum kontinentalen Klima. Die jährliche Niederschlagsmenge beträgt 800 mm bis 1600 mm, auf dem Grenzkamm bis zu 2000 mm. Etwa die Hälfte des Niederschlags fällt in Form von Schnee, vor allem in Lagen über 1000 m.
Die Schneedecke im Böhmerwald hält zwischen 100 Tagen in tieferen Lagen und bis zu 150 Tagen in den Höhenlagen. Der kälteste Monat des Jahres ist in der Šumava der Januar, mit Rekordtemperaturen von −40 °C in einigen Talkesseln. In der Regel ist der Juli der wärmste Monat, der Juni der niederschlagsreichste. Die Temperatur beträgt im Jahresmittel 6,5 °C in den Tallagen, in den Berglagen 3,5 °C.
Durchschnittswerte 1961–1990 (Station Churáňov, Stachy):

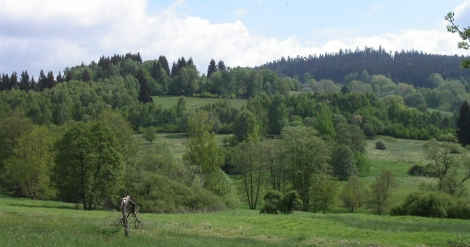
Der Böhmerwald im Frühling

|                              | Jan  | Feb  | Mar  | Apr  | Mai   | Jun   | Jul   | Aug   | Sep  | Okt  | Nov  | Dez  | Jährlich |
| Durchschnittstemperatur (°C) | −4,1 | −3,8 | −1,1 | 2,9  | 7,8   | 11,1  | 12,9  | 12,4  | 9,5  | 5,4  | 0,1  | −3,1 | 4,2      |
| Niederschlag (mm)            | 78,8 | 67,2 | 80,0 | 86,0 | 103,4 | 127,5 | 114,0 | 115,6 | 77,3 | 62,2 | 83,5 | 95,3 | 1090,7   |

## Flora und Fauna
Während des Kalten Krieges verlief der Eiserne Vorhang durch den heutigen Nationalpark. Der Status des inneren Böhmerwalds als militärisches Sperrgebiet begünstigte die ungestörte Entwicklung der Natur in der Region.
So finden sich hier heute zahlreiche seltene und bedrohte Arten, die andernorts in Mitteleuropa kaum noch zu finden sind. Auch die unterschiedlichen Landschaften im Böhmerwald tragen zu einer großen Artenvielfalt bei.
Im September 2010 wurde ein Wolfsrudel im Nationalpark festgestellt. Januar 2021 wurde die erfolgreiche Besenderung einer Wölfin per Einfangen und Halsband berichtet.

### Pflanzen

#### Wald
Bemerkenswert ist in der Šumava vor allem der Bestand an naturbelassenen Waldgebieten. Zwar existieren echte Urwälder nur mehr in Reliktform, allerdings befinden sich große Teile des Nationalparks und LSG in sehr naturnahem, unberührten Zustand. Beispiele hierfür sind das Naturschutzgebiet Boubínský prales auf dem Berg Boubín sowie ausgedehnte Bergfichtenwälder bei Modrava.
Teilweise ist der Böhmerwald von Fichtenmonokulturen geprägt, teils von acidophilen Buchen- und Fichten-Bergmischwald. An den Rändern zu Mooren treten Bruchwälder auf, in den Mooren Legföhren und Zwergbirken. In den Wäldern der Šumava sind neben Orchideen wie der Zweiblättrige Waldhyazinthe auch viele Pilz- und Moosarten heimisch; ein Beispiel ist die Böhmerwaldlorchel, die außerhalb der Šumava nur an drei Orten in Tschechien vorkommt.

#### Moor
In den ausgedehnten Hochmooren des Nationalparks finden sich viele hochspezialisierte Pflanzen, die in der nährstoffarmen Umgebung auf verschiedenste Überlebensstrategien aufbauen. Neben Sonnentau-Arten, die sich teilweise von Insekten ernähren, finden sich hier auch typische Torfmoose, Wollgräser und Torfmoosgesellschaften. In den Moorgebieten um Černá v Pošumaví existieren Erlenbruchwälder mit reicher Flora.
Unter anderem treten Moosbeere, Blumenbinse und Traunsteiners Knabenkraut auf. In den Hochmooren sind Bäume selten, mit Ausnahme von Moor-Birke und Zwergkiefer.

#### Seen und Flüsse
Vor allem in den Gebirgsseen, sowie entlang der Flussauen von Moldau und Otava leben viele Arten, die von der hohen Wasserqualität in der Region profitieren. So gedeihen in der Šumava das See-Brachsenkraut, die Kleine Teichrose, Tausendblatt oder der Straußblütige Gilbweiderich.

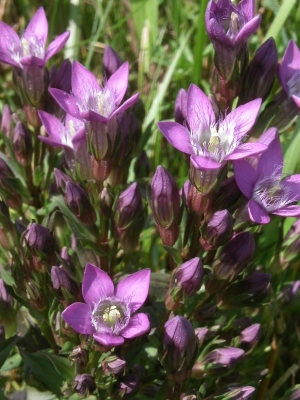
Böhmischer Enzian, ein Subendemit des Böhmerwalds

#### Offene Landschaft
Ursprünglich war fast das gesamte heutige Gebiet des Biosphärenreservats bewaldet. Die heute bestehenden Wiesen, Weiden und Felder sind Ergebnis der Kultivierung durch den Menschen und der Rodung der einstigen Urwälder. Dennoch erfüllen diese Gebiete eine wichtige ökologische Funktion, indem sie das Biosphärenreservat um viele Arten bereichern, die im Wald keinen geeigneten Lebensraum finden.
So sind auf den Bergwiesen Arten verbreitet, die eigentlich dem Alpenraum zuzuordnen sind. Paradebeispiele sind Berg-Alpenglöckchen, Feuer-Lilie und Pannonischer Enzian. Hingegen kommt der Böhmische Enzian ausschließlich im Böhmerwald, sowie einigen wenigen angrenzenden Gebieten vor. Große Flächen, vor allem in den Gipfelregionen, sind mit Heidelbeeren und Arnika bewachsen.
Auch die Feuchtwiesen beherbergen eine breite Vielfalt von Pflanzen, unter anderem die Sibirische Schwertlilie, den Kronenlattich oder den Eisenhutblättrigen Hahnenfuß.

### Tiere
Von den Säugetieren sind vor allem Luchs, Elch, Rothirsch, Birkenmaus, Siebenschläfer und Haselmaus zu nennen; von den Vögeln Auerhuhn, Birkhuhn, Haselhuhn, Dreizehenspecht, Wachtelkönig, Habichtskauz, Sperlingskauz, Raufußkauz, Karmingimpel, Braunkehlchen, Neuntöter, Schwarzstorch und Seeadler; von den Insekten vor allem der Hochmoorlaufkäfer; von den Amphibien und Reptilien vor allem Kreuzotter, Schlingnatter, Ringelnatter, Bergeidechse und Bergmolch.

## Konflikte
Wie im Nationalpark Bayerischer Wald führte die Naturschutzregelung, die menschliche Interventionen in der I. Zone (Kernzone) des Parks ablehnt, dazu, dass sich in dem größtenteils aus Fichten bestehenden Wald der Borkenkäfer sehr stark ausbreiten konnte und 2008 insgesamt ca. 1000 Hektar Wald befiel. Hierdurch kommt es zu Konflikten zwischen der Nationalparkleitung und privaten Waldbesitzern, sowie den Bezirken. Diese fordern zum Schutz ihrer Wälder eine aktive Bekämpfung des Borkenkäfers. Dies steht aber den Zielsetzungen des Nationalparks, in seiner I. Zone naturschutzfachlichen Prozessschutz zu verwirklichen, entgegen. Unterstützung erhalten die Naturschützer, die für einen Nichteingriff des Menschen plädieren, auch durch die Akademie der Wissenschaften, von der ebenfalls die Meinung vertreten wird, dass das größte Problem der permanente Wechsel der Bewirtschaftung darstellt. Da die sensiblen Bereiche derzeit seit etwa 20 Jahren unbewirtschaftet seien, beginnt jetzt erst die natürliche Erneuerung des Bestandes und soll daher nicht gestört oder unterbrochen werden.
Im August 2011 fanden Fällungsarbeiten an den rund 5.000 befallenen Fichten statt. Dabei kam es zu massiven Protesten von Umweltaktivisten, die mit Polizeigewalt beantwortet wurden. Vom tschechischen Helsinki-Komitee wurden die Polizeieinsätze als überzogen verurteilt.

## Publikationen
Der Park gibt die wissenschaftliche Zeitschrift Silva Gabreta in regelmäßigen Abständen heraus. Sie widmet sich dem Naturschutz, der biologischen Forschung, sowie dem Verhältnis des Parks zu Tourismus und Bevölkerung, aber auch historischen und kulturellen Themen, die mit dem Park in Verbindung stehen.